# Îles extérieures de Pohnpei
L'expression îles extérieures de Pohnpei (Outer islands of Pohnpei) désigne l'ensemble des îles de l'État de Ponhpei à l'exception de l'île de Pohnpei dans les États fédérés de Micronésie. Cette dénomination ne correspond pas à une région géographique naturelle mais à un concept employé dans les documents administratifs et dans le langage courant. La prépondérance économique et politique de l'île de Pohnpei au sein de l'État de Pohnpei a conduit à l'apparition de cette expression.
Les îles extérieures de Pohnpei comptent 1 407 habitants en 2010 répartis en six municipalités : Kapingamarangi, Oroluk, Mokil, Ngatik, Nukuoro, Pingelap. Seulement 3,9 % de la population de l'État de Pohnpei vit dans cette région.

## Démographie des îles extérieures de Pohnpei
| 1920  | 1925  | 1930  | 1935  | 1958  | 1967  | 1970  |
| ----- | ----- | ----- | ----- | ----- | ----- | ----- |
| 1 579 | 1 643 | 1 731 | 1 838 | 1 914 | 2 160 | 2 135 |

| 1973  | 1980  | 1987  | 1994  | 2000  | 2010  | - |
| ----- | ----- | ----- | ----- | ----- | ----- | - |
| 2 004 | 2 046 | 2 473 | 2 152 | 2 091 | 1 407 | - |

Les Îles extérieures de Pohnpei souffrent d'une chute démographique importante due à un fort manque d'attractivité. La population de ces îles qui a longtemps stagné autour de 2 000 habitants jusque dans les années 1980 et a considérablement diminué par la suite. En 1987, les Îles extérieures de Pohnpei abritaient encore 2 473 habitants. En 1994, la population chute à 2 152 habitants, puis à 2 091 en l'an 2000, pour finalement passer sous la barre des 1 500 habitants en 2010 (1 407 habitants). À cette date, les Îles extérieures de Pohnpei étaient donc moins peuplées qu'en 1920.

## Liste des municipalités actuelles
L'État de Pohnpei compte onze municipalités réparties comme suit : six pour l'île de Pohnpei, six pour les îles extérieures de Pohnpei.
| Municipalité   | km2   | 1920 | 1925 | 1930 | 1935 | 1958 | 1967 | 1970 | 1973 | 1980 | 1985 | 1994 | 2000 | 2010 |
| -------------- | ----- | ---- | ---- | ---- | ---- | ---- | ---- | ---- | ---- | ---- | ---- | ---- | ---- | ---- |
| Kapingamarangi | 1.8   | 300  | 341  | 378  | 396  | 404  | 428  | 369  | 389  | 508  | 511  | 473  | 474  | 350  |
| Mokil          | 1.24  | 246  | 236  | 269  | 258  | 338  | 397  | 387  | 321  | 290  | 268  | 209  | 177  | 133  |
| Nukuoro        | 1.67  | 159  | 184  | 168  | 191  | 247  | 287  | 267  | 245  | 307  | 393  | 349  | 362  | 210  |
| Pingelap       | 1.75  | 601  | 601  | 638  | 694  | 627  | 647  | 661  | 641  | 375  | 737  | 518  | 438  | 258  |
| Sapwuahfik     | 0.906 | 273  | 281  | 278  | 295  | 298  | 401  | 451  | 408  | 560  | 564  | 603  | 640  | 456  |

La municipalité d'Oroluk est inhabitée.
| Municipalité | km2  | 1920 | 1925 | 1930 | 1935 | 1958 | 1967 | 1970 | 1973 | 1980 | 1985 | 1986 | 1987 |
| ------------ | ---- | ---- | ---- | ---- | ---- | ---- | ---- | ---- | ---- | ---- | ---- | ---- | ---- |
| Oroluk       | 0.49 | /    | /    | /    | 4    | /    | /    | /    | /    | 6    | /    | /    | /    |